# Aspalathus rubens
Aspalathus rubens är en ärtväxtart som beskrevs av Carl Peter Thunberg. Aspalathus rubens ingår i släktet Aspalathus och familjen ärtväxter. Inga underarter finns listade i Catalogue of Life.